# Stanisław Nahlik
Stanisław Edward Nahlik (ur. 8 maja 1911 we Lwowie, zm. 5 listopada 1991 w Krakowie) – polski prawnik, profesor prawa międzynarodowego na Uniwersytecie Jagiellońskim, znawca zagadnień ochrony dóbr kultury, prawa dyplomatycznego i prawa traktatów. Członek Polskiej Akademii Umiejętności.

## Życiorys
Syn Karola. Ukończył studia na Uniwersytecie Jana Kazimierza we Lwowie w 1933 uzyskując tytuły magistra prawa i magistra nauk dyplomatycznych. Był następnie asystentem na UJK u profesora Ludwika Ehrlicha, a od 1936 pracował w służbie dyplomatycznej. W czasie II wojny światowej pracował w Poselstwie RP w Bernie.
Od 1946 przebywał w kraju. W 1948 uzyskał stopień na UJ doktora za pracę Prawo rozrodczości na tle nauki o stosunkach międzynarodowych. Z pracy w MSZ został zwolniony w 1949. Pracował następnie w Akademii Nauk Politycznych (do 1950) i w Ministerstwie Kultury i Sztuki, zajmując się m.in. rewindykacją dzieł sztuki zagrabionych w czasie II wojny światowej przez Niemcy i ZSRR.
Od 1957 pracował jako sekretarz naukowy Polskiego Instytutu Spraw Międzynarodowych oraz w Szkole Głównej Służby Zagranicznej. Od 1958 miał stopień docenta. Od 1959 do 1962 był profesorem Uniwersytetu Mikołaja Kopernika, a następnie Uniwersytetu Jagiellońskiego. Od co najmniej 1963 roku utrzymywał kontakty ze Służbą Bezpieczeństwa. Jako tajny współpracownik formalnie zwerbowany został w marcu 1965 i posługiwał się pseudonimami „Edward Wiśniewski”, i „Wiśniewski”. Współpracę zakończono w 1981 roku jako przyczyny wskazując jego wiek i stan zdrowia.
Uzyskał doktoraty honoris causa Uniwersytetu Ruhry w Bochum i Uniwersytetu w Bordeaux.
Był delegatem Polski na konferencje międzynarodowe w 1968 i 1969 w Wiedniu, podczas których wynegocjowano i przyjęto Konwencję wiedeńską o prawie traktatów.
W latach 80. XX wieku uczestniczył w negocjacjach z Adamem Czartoryskim w sprawie przekazania narodowi kolekcji Czartoryskich będącej częścią Muzeum Narodowego w Krakowie.
Wieloletni prezes krakowskiego oddziału Towarzystwa Polsko-Austriackiego. Poza działalnością naukową był znawcą dzieł Szekspira.
Uczniowie: dr hab. Kazimierz Lankosz, prof. UJ
Został pochowany na cmentarzu Rakowickim w Krakowie (kwatera VII-zach-po prawej Woźniczka).

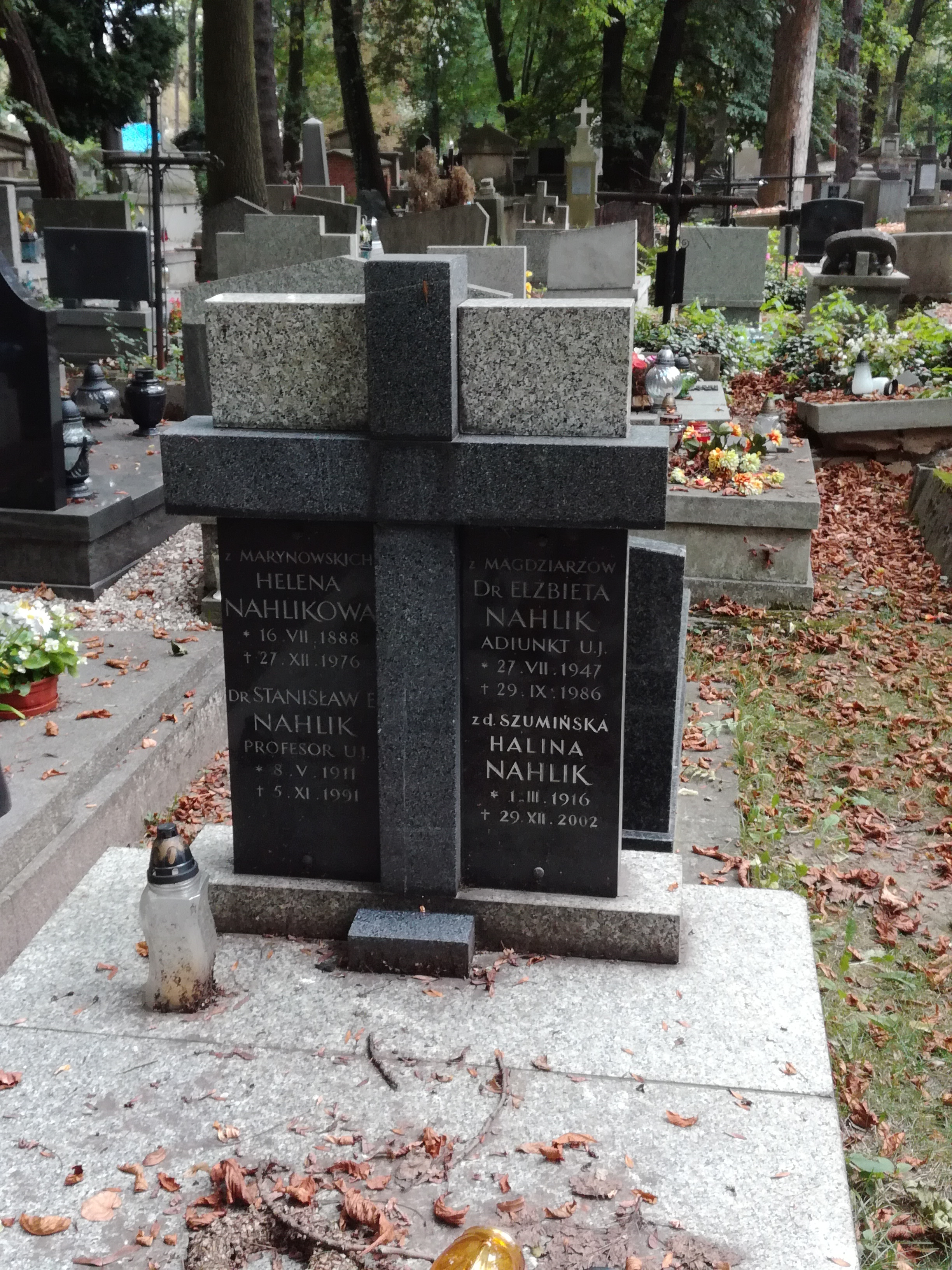
Grób prof. Stanisława Nahlika na cmentarzu Rakowickim w Krakowie

## Dzieła
- Grabież dzieł sztuki. Rodowód zbrodni międzynarodowej, Ossolineum, Wrocław 1958.
- Wstęp do nauki prawa międzynarodowego, PWN, Warszawa 1967.
- Narodziny nowożytnej dyplomacji, Ossolineum, Wrocław-Warszawa-Kraków 1971.
- Kodeks prawa traktatów, PWN, 1976.
- Prawo międzynarodowe i stosunki międzynarodowe, Kraków, 1981.
- wspomnienia Przesiane przez pamięć, t. 1., Wydawnictwo Literackie, Kraków 1987, t. 2 i 3 Zakamycze, Kraków 2002.

## Ordery i odznaczenia
- Krzyż Kawalerski Orderu Odrodzenia Polski
- Złoty Krzyż Zasługi[9]
- Medal 10-lecia Polski Ludowej (19 stycznia 1955)[10]
- Wielka Odznaka Honorowa za Zasługi (Austria, 1984)[11]